# Мещёрское сельское поселение
Мещёрское сельское поселение — упразднённое муниципальное образование в составе Вяземского района Смоленской области России.
Административный центр — деревня Дмитровка. На территории поселения находилось 15 населённых пунктов.
Образовано Законом Смоленской области от 28 декабря 2004 года. Упразднено Законом Смоленской области от 25 мая 2017 года с включением всех входивших в него населённых пунктов в Тумановское сельское поселение.

## Географические данные
- Общая площадь: 108,63 км²
- Расположение: северо-восточная часть Вяземского района
- Граничит:
  - на севере — с Шуйским сельским поселением
  - на востоке — с Гагаринским районом
  - на юго-востоке — с Тумановским сельским поселением
  - на юге — с Новосельским сельским поселением
  - на западе — с Каснянским сельским поселением
- По территории поселения проходит железная дорога: Москва — Минск (станция Мещёрская).
- Крупная река: Касня.

## Население
| 2011 | 2012 | 2013 | 2014 | 2015 | 2016 | 2017 |
| ---- | ---- | ---- | ---- | ---- | ---- | ---- |
| 362  | ↘356 | ↗359 | ↗364 | ↘348 | ↘331 | ↗338 |

## Населённые пункты
В состав поселения входили следующие населённые пункты:
- Дмитровка, деревня
- Богданцево, деревня
- Бровкино, деревня
- Горки, деревня
- Григорово, деревня
- Гряда, деревня
- Каменка, деревня
- Клоково, деревня
- Леонтьево, деревня
- Митьково, деревня
- Обухово, деревня
- Овсяники, деревня
- Парково, деревня
- Рославец, деревня
- Шаховка, деревня